# Canton de Sainte-Marie (Martinique)
Pour les articles homonymes, voir Canton de Sainte-Marie.
Le canton de Sainte-Marie est une ancienne division administrative française située dans le département et la région de la Martinique.

## Historique
Le canton de Sainte-Marie est un ancien canton de la Martinique qui, en 1985, est scindé en deux nouveaux cantons : Sainte-Marie-1-Nord et Sainte-Marie-2-Sud.

## Géographie
Ce canton était organisé autour de la commune de Sainte-Marie dans l'arrondissement de La Trinité. 

## Administration
| Période | Période | Identité               | Étiquette    | Qualité                                                                                       |
| ------- | ------- | ---------------------- | ------------ | --------------------------------------------------------------------------------------------- |
| 1945    | 1966    | Emmanuel Véry-Hermence | SFIO         | Maire de Sainte-Marie (1947-1966) Député (1946-1966) Président du Conseil général (1937-1940) |
| 1966    | 1969    | Antonin Mercan         | UDR          | Maire de Sainte-Marie (1967-1969)                                                             |
| 1969    | 1985    | Joseph Catherine       | UDR puis RPR | Élu en 1985 dans le canton de Sainte-Marie-1-Nord                                             |